# Down Liberty Road
Down Liberty Road est un court-métrage américain réalisé par Harold D. Schuster, sorti en 1956.

## Synopsis
À bord d'un bus Greyhound traversant les États-Unis, les passagers dressent des bilans historiquement douteux des principaux monuments. Parmi eux figurent le père d'un soldat tombé au combat, et des célébrités de second plan des années 1950.

## Fiche technique
- Réalisation : Harold D. Schuster
- Producteur : Jerry Fairbanks
- Musique : Charles Koff, Clarence Wheeler
- Production : Greyhound Lines, Jerry Fairbanks Productions
- Durée : 33 minutes
- Date de sortie : 3 juillet 1956

## Distribution
- Morris Ankrum
- Angie Dickinson : Mary
- Tommy Kirk : Boy Scout
- John Litel
- Charles Maxwell : Bill Roberts
- Tex Ritter : chanteur et guitariste
- Marshall Thompson
- Mary Treen
- Charles Koff
- Clarence Wheeler